# Frederico Morais (crítico)
Frederico Morais (Belo Horizonte, 1936) é um jornalista, crítico, curador e historiador da arte brasileiro.
Foi diretor da Escola de Artes Visuais do Parque Lage, no Rio de Janeiro entre 1967 e 1973. Curador-geral da I Bienal do Mercosul em 1997 e jurado da 9ª Bienal Internacional de São Paulo. Organizou os eventos Vanguarda Brasileira (Belo Horizonte, 1966), Arte no Aterro (Rio de Janeiro, 1968), Do Corpo à Terra (Belo Horizonte, 1970), Domingos de Criação (Rio de Janeiro, 1971) entre vários outros importantes eventos e exposições de artes visuais no Brasil. 
Entre 1962 e 2009 publicou 39 livros sobre arte brasileira e latino-americana. É co-autor de 29 livros e assina 35 catálogos.

## Ligações Externas
- Verbete na Enciclopédia de Artes Visuais ItaúCultural
- Verbete no Projeto Memória Escola de Artes Visuais do Parque Lage
- Verbete no Bazar do Tempo